# Okayama
Okayama (岡山市, Okayama-shi) és una ciutat del Japó, capital de la Prefectura d'Okayama, a l'illa de Honshu. La ciutat fou fundada l'1 de juny de 1889.
És el centre de serveis de l'àrea industrial del Sud-Okayama. Té indústries tèxtils, de fibres sintètiques, químiques, de pneumàtics, drassanes i foneries de coure. El port és molt important.

## Ciutats agermanades
- San José, Estats Units
- San José, Costa Rica
- Plòvdiv, Bulgària
- Bucheon, Corea del Sud